# Pietro Rimoldi
Pietro Rimoldi (* 5. November 1911 in Busto Arsizio; † 14. November 2000 ebenda) war ein italienischer Radrennfahrer.

## Sportliche Laufbahn
1932 wurde er Berufsfahrer im Radsportteam Bianchi und blieb bis 1942 als Radprofi aktiv. Seine bedeutendsten Erfolge waren die Siege in den Eintagesrennen Coppa Bernocchi 1934 und Piemont-Rundfahrt 1939. 1939 und 1940 wurde er jeweils nationaler Vize-Meister im Straßenrennen. 1940 wurde er hinter Gino Bartali Zweiter im Rennen Mailand–Sanremo. 1936 gewann er das Rennen Genua–Nizza, sowie die Coppa Città di Busto Arsizio, die er auch im Folgejahr gewann. 
Zweiter wurde Rimoldi in der Coppa San Geo 1932 und in der Coppa Bernocchi 1936. Dritte Plätze holte er in der Lombardei-Rundfahrt und bei Mailand–Sanremo 1933, im Giro del Veneto 1934, im Giro dell’Emilia 1936, in der Coppa Bernocchi 1937, im Rennen Milano–Mantova 1938 und 1940, im Giro del Lazio und im Giro di Campania 1939 und in der Giro dell’Emilia 1940.
Im Giro d’Italia startete er siebenmal. 1933 wurde er 35., 1936 38., 1937 30., 1938 34., 1939 47. und 1940 43. des Gesamtklassements, 1934 schied er aus. In der Tour de France 1935 schied er aus.